# TPU.ro

Sigla TPU.ro

Site-ul TPU (Toți Pentru Unu) este o rețea de socializare, o platformă online de întrebări și răspunsuri, lansată în noiembrie 2008.
În prezent deține locul 125 în cele mai accesate website-uri românești.
Utilizatorii își oferă reciproc soluții la problemele cu care se confruntă, împărtășind între ei cunoștințele și experiența proprie.
Astfel, în iunie 2023, utilizatorii TPU.ro (în număr de peste 1.500.000), au generat aproape 3.900.000 de întrebări și peste 17 milioane de răspunsuri, timpul mediu de răspuns pentru o întrebare fiind de circa 15-20-25 de minute.

## Aprecieri
Comunitatea TPU.ro a fost cotată cu locul întâi la categoria "User Generated Content" la Webstock Awards 2009.

## Critici
Este criticată existența utilizatorilor rău intenționați sau cu un grad de cultură mai redus care postează întrebări sau răspunsuri fie cu conținut licențios, fie lipsite de seriozitate și care dăunează imaginii site-ului.

## Categorii
Site-ul are 37 de categorii. Utilizatorii sunt rugați să posteze întrebările în concordanță cu aceste categorii: 
- Adolescenți,
- Afaceri & Financiar,
- Artă și Cultură,
- Auto & Moto,
- Beauty & Fashion,
- Benzi desenate,
- Carieră, Casă & Grădină,
- Cauze nobile (la care postează doar administratorii),
- Conversații,
- Coronavirus,
- Dragoste și Sex,
- Educație și Cultură Generală,
- Familie & Relații,
- Filme & Seriale,
- Filesharing / Linksharing,
- Hobbies & Pets,
- Informații Utilitare,
- Jocuri PC / Online,
- Legislație,
- Politic & Social,
- Literatură, Muzică,
- Parenting,
- Religie,
- Sănătate,
- Sfaturi casnice,
- Shopping,
- Siguranța pe Internet,
- Sport,
- Știință și Filosofie,
- Tehnologie,
- Telefonie,
- Timp liber / Going Out,
- Totul despre TPU,
- Trivia / Amuzante,
- Turism,
- Voluntariat / Ecologie.

### Blogul TPU.ro
Site-ul deține un blog, în care administratorii postează articole legate de site, comunitate (noi Experți TPU) și articole în care utilizatorii sunt îndemnați la acțiuni de caritate pentru cauze nobile.
Totuși, blogul este destul de criticat datorită perioadelor mari de pauză între postări și din cauza articolelor irelevante din ultimul timp, când site-ul întâmpină multe dificultăți de natură tehnică. De la 1 septembrie 2011 situația s-a mai remediat, după ce fondatorul Cătălin Teniță a revenit după o lungă perioadă de absență, datorită plângerilor de la utilizatorul Lorrra  , într-un apel telefonic.